# Jean Adam Mayer
Pour les articles homonymes, voir Mayer.
 Jean Adam Mayer , né le 25 décembre 1748 à Bergzabern (Allemagne), mort après le 5 janvier 1807, est un général de division de la Révolution française.

## États de service
Il entre en service en 1768 dans le régiment des Gardes Suisses, il passe sergent le 2 juillet 1769, et il est congédié le 17 juin 1771. Il devient maire de Bergzabern.
Le 30 octobre 1793, il est nommé chef de bataillon par les représentants en mission à l’armée du Rhin Le Bas et Saint-Just. 
Affecté à l’armée du Nord, il est promu général de brigade le 28 janvier 1794, et général de division le 5 mai suivant à l’armée des Ardennes. Le 7 août 1794, il commande la 7e division à l’aile droite de l’armée de Sambre-et-Meuse, avant de prendre le commandement de Valenciennes.
Le 13 juin 1795, il n’est pas compris dans la réorganisation des états-majors, et il est mis en non activité le 20 août suivant.
Il est admis à la retraite le 13 février 1797 comme général de brigade.
Les biographes perdent sa trace après le 5 janvier 1807.

## Sources
- (en) « Generals Who Served in the French Army during the Period 1789 - 1814: Eberle to Exelmans »
- Docteur Robinet, Jean-François Eugène et J. Le Chapelain, Dictionnaire historique et biographique de la révolution et de l'empire, 1789-1815, volume 2, Librairie Historique de la révolution et de l’empire, 886 p. (lire en ligne), p. 546.
- (pl) « Napoléon.org.pl »